# Mitch Apau
Mitch Apau (Ámsterdam, 27 de abril de 1990) es un futbolista neerlandés que juega de defensa en el SV Spakenburg de la Tweede Divisie.

## Trayectoria
Comenzó su carrera en el S. C. Veendam en 2009, club donde permaneció hasta su desaparición en 2013, luego continuó en el RKC Waalwijk hasta 2014 cuando se marchó a Bélgica a jugar en el K. V. C. Westerlo.
En junio de 2018 fichó por el Slovan Bratislava firmando un contrato por tres años.

## Clubes
| Club                                    | País         | Año       |
| --------------------------------------- | ------------ | --------- |
| S. C. Veendam                           | Países Bajos | 2009-2013 |
| RKC Waalwijk                            | Países Bajos | 2013-2014 |
| K. V. C. Westerlo                       | Bélgica      | 2014-2017 |
| N. K. Olimpija Ljubljana                | Eslovenia    | 2017-2018 |
| Š. K. Slovan Bratislava                 | Eslovaquia   | 2018-2020 |
| Patro Eisden Maasmechelen               | Bélgica      | 2021      |
| N. K. Slaven Belupo Koprivnica (cedido) | Croacia      | 2021      |
| F. C. Emmen                             | Países Bajos | 2021-2022 |
| S. C. Telstar                           | Países Bajos | 2022-2025 |
| SV Spakenburg                           | Países Bajos | 2025-     |

## Palmarés

### Títulos nacionales
| Título                    | Club                     | País       | Año  |
| ------------------------- | ------------------------ | ---------- | ---- |
| Primera Liga de Eslovenia | N. K. Olimpija Ljubljana | Eslovenia  | 2018 |
| Copa de Eslovenia         | N. K. Olimpija Ljubljana | Eslovenia  | 2018 |
| Superliga de Eslovaquia   | Š. K. Slovan Bratislava  | Eslovaquia | 2019 |
| Superliga de Eslovaquia   | Š. K. Slovan Bratislava  | Eslovaquia | 2020 |
| Copa de Eslovaquia        | Š. K. Slovan Bratislava  | Eslovaquia | 2020 |